# پارک ملی دسمبارکو دل گرنما
پارک ملی دسمبارکو دل گرنما (اسپانیایی: Parque Nacional Desembarco del Granma‎) پارک ملی در جنوب شرقی کوبا است، در استان گرانما واقع است. نام این پارک به معنی «فرود مادربزرگ» است و به قایق بادبانی گفته می‌شود که در آن فیدل کاسترو، چه گوارا، رائول کاسترو و ۷۹ نفر از هواداران آنها در سال ۱۹۵۶ از مکزیک به کوبا قایقرانی کردند و به تبلیغ انقلاب کوبا پرداختند.
به دلیل تراس‌های دریایی بلند و صخره‌های دریایی بکر، توسط یونسکو به عنوان میراث جهانی ثبت شده است.